# Ипатије Рутински
Ипатије Рутински, познат и као Ипатије Витински, Ипатије Фригијски († око 443-446) је био византијски монах из Битиније, игуман монашке заједнице у Руфинима. Сачувано је његово житије који је написао његов ученик, монах истог манастира Калиник. Овај документ је драгоцен извор података о свакодневном животу провинцијских монаха Византије почетком 5. века.
Сам Калиник је почетком 5. века прешао у хришћанство. Пре замонашења био је нотар. Због ниског степена образовања писао је једноставним стилом, упрошћеним црквеним грчким језиком. С друге стране, разлог за једноставност Калиниковог језика је његово одбацивање језика „неких бивших правника“ који „филозофирају уобичајену комуникацију хеленског образовања“. Према овом мишљењу, Ипатијев живот је написан богатим и прецизним језиком свакодневног живота. Текст је написан најкасније 450. године.
Ипатије је био син адвоката фригијског порекла, који се преселио у Цариград и тамо живео у луксузу. Уместо да настави очево дело, Ипатије је у младости напустио студије граматике и придружио се манастиру у сеоском предграђу престонице, у Тракији. Његов игуман је био Јермен Јона, који је раније служио у царској гарди. Подручје у коме се налазио њихов манастир увелико је страдало од најезди Гота и Хуна почетком 380-их година, а залагањем Јоне, који је имао везе међу аристократијом, у манастир су примане избеглице из околних села. 
Ипатије је 3. априла 400. године заузео напуштени манастир Руфинијану, који је основао префект Руфин на својим битинским поседима. После Руфиновог погубљења 395. године, манастир је пренет на другог власника, који није био заинтересован за одржавање монашке заједнице која је у њему живела. Када је Ипатије стигао тамо, веровало се да су се на овом месту настанили демони. Веровало се да се у манастиру чувају мошти апостола Петра и Павла. Током пустошења зграда манастира је тешко оштећена. Захваљујући труду Ипатија, који је организовао производњу и продају корпи и баштенског алата, као и уз подршку богате хришћанске матроне, манастир је обновљен и почео је да се развија. До 406. године у њему је живело 30 монаха. Извесни Аеције, кога је Ипатије излечио од безумља, платио је поправку зграда и изградњу нове капеле. Манастир је имао свој аквадукт, који је коришћен све док за њега није изграђена сопствена цистерна. У периоду њеног највећег процвата, број монаха Руфинијане достигао је педесет.
После неколико година преподобни Ипатије је отпутовао у Тракију и ступио у онај манастир где се раније подвизавао. Монаси манастира Рутинског га тамо нашли и молили га да им буде игуман. Преподобни јр пристао, и од тога времена почео да врши велике подвиге. Због тих подвига Ипатије се удостојио дара чудотворства од Бога, и чиноп је много чудесних исцељења: бесомучне, слепе, сухе и жене крвоточиве. Многим нероткињама он је измолио од Бога способност да рађају децу, и мајкама дојиљама повратио млеко. Много пута је молитвом извео воду, додао хлеб и другу храну, умножавајући их у време оскудице, молитвом је одгонио сваку болест од људи и од домаћих животиња. Храна му је била: варено семење, поврће и мало хлеба. Па и ову оскудну храну он је узимао само касно увече.
Биографија Ипатија Битиније садржи податке о ширењу хришћанства у Фригији почетком 5. века и у Битинији у првој половини 5. века. Прича Калиника о Артемидином празнику у планинском делу Битиније, која се односи на последње године Ипатијевог живота, веома је детаљна. Борбу против Артемидиног култа у Малој Азији, коју је започео Ипатије, наставили су његови ученици, посебно Калиник. Поред борбе против паганских култова на селу, Ипатије је реаговао на прославе Халкидона 431. године, где су настављене олимпијске прославе. Програм овог локалног фестивала, забрањеног за време владавине Константина Великог, није познат, али је вероватно укључивао спортска, књижевна и музичка такмичења. Као одговор на то, Ипатије је окупио одред од двадесет монаха и отишао у Халкидон како би спречио ово славље. Пошто није добио подршку од архиепископа Евлалија, Ипатије се обратио локалним архимандритима са апелом да се придруже његовој борби против паганског „сатаниног празника“.
Калиник извештава да су многи незнабошци из других градова долазили код Ипатија да се крсте.